# U.S. Pro Tennis Championships
Lo US Pro Tennis Championships è stato il più antico torneo di tennis professionistico giocato fino al 1999 ed è considerato come un evento dei Campionati professionali di tennis dal 1927 al 1967 fino all'avvento dell'Era Open.
Il primo giocatore professionista americano di rilievo, Vinny Richards, organizzò quello che diventerà il primo U.S. Pro insieme a Doc Kelton che ebbe l'idea di organizzare un torneo giocato sui campi di Notlek, situato al numero 119 della Street Riverside Drive a Brooklyn, New York, dal 23 al 25 settembre 1927. Richards, seguito dai colleghi C.C. Pyle, Howard Kinsey, e da insegnanti professionisti provenienti dagli Stati Uniti orientali giocò la prima edizione sconfiggendo in finale Kinsey in tre set.
Il torneo in seguito si svolse annualmente in varie località tra cui: il West Side Tennis Club a Forest Hills, New York City, il South Shore Tennis Club di Chicago, a Rye, al Terrace Club a Brooklyn, Chicago Town and Tennis Club a Chicago, in diversi club intorno a Cleveland, Ohio, e nella Arena di Cleveland. La sua sede finale permanente fu il Longwood Cricket Club di Chestnut Hill vicino a Boston, nel Massachusetts, dove si è disputato dal 1964 al 1999. È diventato un torneo del Grand Prix poco dopo l'avvento dell'era open nel 1968. Poi è diventato un torneo dell'ATP Tour con la riorganizzazione in categorie dei tornei professionistici più importanti.
Il torneo fu giocato per la prima volta sul cemento a Longwood. In seguito fu giocato sulla terra verde chiamata Har-Tru, diventando così una messa a punto importante per gli US Open. Quando lo US Open si trasferì sul cemento di Flushing Meadows nel 1978, la US Pro non seguì l'esempio, mantenendo il campo originale giocando il torneo nel periodo in cui se ne disputano altri sulla terra degli Stati Uniti in estate, invece che nella fine dell'estate. Lo U.S. Pro rimase su torneo giocato sull'Har-Tru fino al 1990, quando diventò solo un torneo di esibizione non essendo più inserito nell'ATP Tour. Negli ultimi 3 anni si giocò sul cemento.
Tabellone sono disponibili 1927 al 1967.

## Albo d'oro

### Singolare
Il torneo del 1955 e quello del 1956 vennero giocati con set ai 21 punti, anziché set classici ai 6 game.
| Anno                 | Vincitore                  | Finalista                  | Punteggio                         | Località                                                    | Superficie                 |
| -------------------- | -------------------------- | -------------------------- | --------------------------------- | ----------------------------------------------------------- | -------------------------- |
| Era Professionistica |                            |                            |                                   |                                                             |                            |
| 1927                 | Vinny Richards             | Howard Kinsey              | 11-9, 6-4, 6-3                    | Notlek, Manhattan, New York                                 | Terra rossa                |
| 1928                 | Vinny Richards             | Karel Koželuh              | 8-6, 6-3, 0-6, 6-2                | West Side Tennis Club, Forest Hills                         | Erba                       |
| 1929                 | Karel Koželuh              | Vinny Richards             | 6-4, 6-4, 4-6, 4-6, 7-5           | West Side Tennis Club                                       | Erba                       |
| 1930                 | Vinny Richards             | Karel Koželuh              | 2-6, 10-8, 6-3, 6-4               | West Side Tennis Club                                       | Erba                       |
| 1931                 | Bill Tilden                | Vinny Richards             | 7-5, 6-2, 6-1                     | West Side Tennis Club                                       | Erba                       |
| 1932                 | Karel Koželuh              | Hans Nüsslein              | 6-2, 6-3, 7-5                     | South Shore Country Club, Chicago                           | Terra rossa                |
| 1933                 | Vinny Richards             | Frank Hunter               | 6-3, 6-0, 6-2                     | Westchester Country Club, Rye, New York                     | Erba                       |
| 1934                 | Hans Nüsslein              | Karel Koželuh              | 6-4, 6-2, 1-6, 7-5                | South Shore Country Club                                    | Terra rossa                |
| 1935                 | Bill Tilden                | Karel Koželuh              | 0-6, 6-1, 6-4, 0-6, 6-4           | Terrace Club, Brooklyn                                      | Terra rossa                |
| 1936                 | Joe Whalen                 | Charles Wood               | 4-6, 4-6, 6-3, 6-2, 6-3           | Tudor City Tennis Club, New York                            | Terra rossa                |
| 1937ª                | Karel Koželuh              | Bruce Barnes               | 6-2, 6-3, 4-6, 4-6, 6-1           | The Greenbrier, White Sulphur Springs, Virginia Occidentale | Terra verde                |
| 1938                 | Fred Perry                 | Bruce Barnes               | 6-3, 6-2, 6-4                     | Chicago Arena, Chicago                                      | Canvas (indoor)            |
| 1939                 | Ellsworth Vines            | Fred Perry                 | 8-6, 6-8, 6-1, 20-18              | Beverly Hills Tennis Club, Los Angeles                      | Cemento                    |
| 1940                 | Don Budge                  | Fred Perry                 | 6-3, 5-7, 6-4, 6-3                | Chicago Town and Tennis Club, Chicago                       | Terra rossa                |
| 1941                 | Fred Perry                 | Dick Skeen                 | 6-4, 6-8, 6-2, 6-3                | Chicago Town and Tennis Club                                | Terra rossa                |
| 1942                 | Don Budge                  | Bobby Riggs                | 6-2, 6-2, 6-2                     | West Side Tennis Club                                       | Erba                       |
| 1943                 | Bruce Barnes               | John Nogrady               | 6-1, 7-9, 7-5, 4-6, 6-3           | Fort Knox                                                   | Terra rossa                |
| 1944                 | Non disputato              | Non disputato              | Non disputato                     | Non disputato                                               | Non disputato              |
| 1945                 | Welby Van Horn             | John Nogrady               | 6-4, 6-2, 6-2                     | Rips Tennis Courts, Manhattan                               | Terra rossa                |
| 1946                 | Bobby Riggs                | Don Budge                  | 6-3, 6-1, 6-1                     | West Side Tennis Club                                       | Erba                       |
| 1947                 | Bobby Riggs                | Don Budge                  | 3-6, 6-3, 10-8, 4-6, 6-3          | West Side Tennis Club                                       | Erba                       |
| 1948                 | Jack Kramer                | Bobby Riggs                | 14-12, 6-2, 3-6, 6-3              | West Side Tennis Club                                       | Erba                       |
| 1949                 | Bobby Riggs                | Don Budge                  | 9-7, 3-6, 6-3, 7-5                | West Side Tennis Club                                       | Erba                       |
| 1950b                | Pancho Segura              | Frank Kovacs               | 6-1, 1-6, 8-6, 4-4 ritiro         | Skating Club, Cleveland                                     | Terra rossa                |
| 1951                 | Pancho Segura              | Pancho Gonzales            | RRr                               | West Side Tennis Club                                       | Erba                       |
| 1952                 | Pancho Segura              | Pancho Gonzales            | 3-6, 6-4, 3-6, 6-4, 6-0           | Lakewood, Cleveland                                         | Cemento                    |
| 1953                 | Pancho Gonzales            | Don Budge                  | 4-6, 6-4, 7-5, 6-2                | Lakewood, Cleveland                                         | Cemento                    |
| 1954                 | Pancho Gonzales            | Frank Sedgman              | 6-3, 9-7, 3-6, 6-2                | Cleveland Arena, Cleveland                                  | Parquet indoor             |
| 1955                 | Pancho Gonzales            | Pancho Segura              | 21-16, 19-21, 21-8, 20-22, 21-19v | Cleveland Arena                                             | Parquet indoor             |
| 1956                 | Pancho Gonzales            | Pancho Segura              | 21-15, 13-21, 21-14, 22-20v       | Cleveland Arena                                             | Parquet indoor             |
| 1957                 | Pancho Gonzales            | Pancho Segura              | 6-3, 3-6, 7-5, 6-1                | Cleveland Arena                                             | Parquet indoor             |
| 1958                 | Pancho Gonzales            | Lew Hoad                   | 3-6, 4-6, 14-12, 6-1, 6-4         | Cleveland Arena                                             | Parquet indoor             |
| 1959                 | Pancho Gonzales            | Lew Hoad                   | 6-4, 6-2, 6-4                     | Cleveland Arena                                             | Parquet indoor             |
| 1960                 | Alex Olmedo                | Tony Trabert               | 7-5, 6-4                          | Cleveland Arena                                             | Parquet indoor             |
| 1961                 | Pancho Gonzales            | Frank Sedgman              | 6-3, 7-5                          | Cleveland Arena                                             | Parquet indoor             |
| 1962                 | Butch Buchholz             | Pancho Segura              | 6-4, 6-3, 6-4                     | Cleveland Arena                                             | Parquet indoor             |
| 1963                 | Ken Rosewall               | Rod Laver                  | 6-4, 6-2, 6-2                     | West Side Tennis Club                                       | Erba                       |
| 1964                 | Rod Laver                  | Pancho Gonzales            | 4-6, 6-3, 7-5, 6-4                | Longwood Cricket Club                                       | Erba                       |
| 1965                 | Ken Rosewall               | Rod Laver                  | 6-4, 6-3, 6-3                     | Longwood Cricket Club                                       | Erba                       |
| 1966                 | Rod Laver                  | Ken Rosewall               | 6-4, 4-6, 6-2, 8-10, 6-3          | Longwood Cricket Club                                       | Erba                       |
| 1967                 | Rod Laver                  | Andrés Gimeno              | 4-6, 6-4, 6-3, 7-5                | Longwood Cricket Club                                       | Erba                       |
| Era Open             |                            |                            |                                   |                                                             |                            |
| 1968                 | Rod Laver                  | John Newcombe              | 6-4, 6-4, 9-7                     | Longwood Cricket Club                                       | Erba                       |
| 1969                 | Rod Laver                  | John Newcombe              | 7-5, 6-2, 4-6, 6-1                | Longwood Cricket Club                                       | Uni-Turf                   |
| 1970                 | Tony Roche                 | Rod Laver                  | 3-6, 6-4, 1-6, 6-2, 6-2           | Longwood Cricket Club                                       | Uni-Turf                   |
| 1971                 | Ken Rosewall               | Cliff Drysdale             | 6-4, 6-3, 6-0                     | Longwood Cricket Club                                       | Uni-Turf                   |
| 1972                 | Bob Lutz                   | Tom Okker                  | 6-4, 2-6, 6-4, 6-4                | Longwood Cricket Club                                       | Uni-Turf                   |
| 1973                 | Jimmy Connors              | Arthur Ashe                | 6-3, 4-6, 6-4, 3-6, 6-2           | Longwood Cricket Club                                       | Uni-Turf                   |
| 1974                 | Björn Borg                 | Tom Okker                  | 7-6, 6-1, 6-1                     | Longwood Cricket Club                                       | Har-Tru                    |
| 1975                 | Björn Borg                 | Guillermo Vilas            | 6-3, 6-4, 6-2                     | Longwood Cricket Club                                       | Har-Tru                    |
| 1976                 | Björn Borg                 | Harold Solomon             | 6-7, 6-4, 6-1, 6-2                | Longwood Cricket Club                                       | Har-Tru                    |
| 1977                 | Manuel Orantes             | Eddie Dibbs                | 7-6, 7-5, 6-4                     | Longwood Cricket Club                                       | Har-Tru                    |
| 1978                 | Manuel Orantes             | Harold Solomon             | 6-4, 6-3                          | Longwood Cricket Club                                       | Har-Tru                    |
| 1979                 | José Higueras              | Hans Gildemeister          | 6-3, 6-1                          | Longwood Cricket Club                                       | Har-Tru                    |
| 1980                 | Eddie Dibbs                | José Luis Clerc            | 6-2, 6-1                          | Longwood Cricket Club                                       | Har-Tru                    |
| 1981                 | José Luis Clerc            | Hans Gildemeister          | 0-6, 6-2, 6-2                     | Longwood Cricket Club                                       | Har-Tru                    |
| 1982                 | Guillermo Vilas            | Mel Purcell                | 6-4, 6-0                          | Longwood Cricket Club                                       | Har-Tru                    |
| 1983                 | José Luis Clerc            | Jimmy Arias                | 6-3, 3-6, 6-0                     | Longwood Cricket Club                                       | Har-Tru                    |
| 1984                 | Aaron Krickstein           | José Luis Clerc            | 7-6, 3-6, 6-4                     | Longwood Cricket Club                                       | Har-Tru                    |
| 1985                 | Mats Wilander              | Martín Jaite               | 6-2, 6-4                          | Longwood Cricket Club                                       | Har-Tru                    |
| 1986                 | Andrés Gómez               | Martín Jaite               | 7-5, 6-4                          | Longwood Cricket Club                                       | Har-Tru                    |
| 1987                 | Mats Wilander              | Kent Carlsson              | 7-6, 6-1                          | Longwood Cricket Club                                       | Har-Tru                    |
| 1988                 | Thomas Muster              | Lawson Duncan              | 6-2, 6-2                          | Longwood Cricket Club                                       | Har-Tru                    |
| 1989                 | Andrés Gómez               | Mats Wilander              | 6-1, 6-4                          | Longwood Cricket Club                                       | Har-Tru                    |
| 1990c                | Martín Jaite               | Libor Němeček              |                                   | Longwood Cricket Club                                       | Har-Tru                    |
| 1991                 | Andrés Gómez               | Andrej Čerkasov            |                                   | Longwood Cricket Club                                       | Har-Tru                    |
| 1992                 | Ivan Lendl                 | Richey Reneberg            | 6-3, 6-3                          | Longwood Cricket Club                                       | DecoTurf                   |
| 1993                 | Ivan Lendl                 | Todd Martin                | 5-7, 6-3, 7-6                     | Longwood Cricket Club                                       | DecoTurf                   |
| 1994                 | Ivan Lendl                 | MaliVai Washington         | 7-5, 7-6                          | Longwood Cricket Club                                       | DecoTurf                   |
| 1995                 | Non completato per pioggia | Non completato per pioggia | Non completato per pioggia        | Non completato per pioggia                                  | Non completato per pioggia |
| 1996                 | Non disputato              | Non disputato              | Non disputato                     | Non disputato                                               | Non disputato              |
| 1997                 | Sjeng Schalken             | Marcelo Ríos               | 7-5, 6-3                          | Longwood Cricket Club                                       | DecoTurf                   |
| 1998                 | Michael Chang              | Paul Haarhuis              | 6-3, 6-4                          | Longwood Cricket Club                                       | DecoTurf                   |
| 1999                 | Marat Safin                | Greg Rusedski              | 6-4, 7–6(11)                      | Longwood Cricket Club                                       | DecoTurf                   |

### Doppio
| Anno      | Vincitori                                         | Finalista                          | Punteggio        |
| --------- | ------------------------------------------------- | ---------------------------------- | ---------------- |
| 1970      | Roy Emerson Rod Laver                             | Ismail El Shafei Torben Ulrich     | 6-1, 7-6         |
| 1971      | Roy Emerson Rod Laver                             | Tom Okker Marty Riessen            | 6-4, 6-4         |
| 1972      | John Newcombe Tony Roche                          | Arthur Ashe Robert Lutz            | 6-3, 1-6, 7-6    |
| 1973      | Doppio non disputato                              |                                    |                  |
| 1974      | Robert Lutz Stan Smith                            | Hans-Jürgen Pohmann Marty Riessen  | 3-6, 6-4, 6-3    |
| 1975      | Brian Gottfried Raúl Ramírez                      | John Andrews Mike Estep            | 4-6, 6-3, 7-6    |
| 1976      | Ray Ruffels Allan Stone                           | Mike Cahill John Whitlinger        | 3-6, 6-3, 7-6    |
| 1977      | Brian Gottfried Bob Hewitt                        | Onny Parun Ken Rosewall            | 6-2, 7-5         |
| 1978      | Víctor Pecci Balázs Taróczy                       | Heinz Günthardt Van Winitsky       | 6-3, 3-6, 6-1    |
| 1979      | Syd Ball Kim Warwick Heinz Günthardt Pavel Složil |                                    | Titolo condiviso |
| 1980      | Gene Mayer Sandy Mayer                            | Hans Gildemeister Andrés Gómez     | 1-6, 6-4, 6-4    |
| 1981      | Raúl Ramírez Pavel Složil                         | Hans Gildemeister Andrés Gómez     | 6-4, 7-6         |
| 1982      | Craig Wittus Steve Meister                        | Freddie Sauer Schalk Van Der Merwe | 6-2, 6-3         |
| 1983      | Mark Dickson Cássio Motta                         | Hans Gildemeister Belus Prajoux    | 7-5, 6-3         |
| 1984      | Ken Flach Robert Seguso                           | Gary Donnelly Ernie Fernandez      | 6-4, 6-4         |
| 1985      | Libor Pimek Slobodan Živojinović                  | Peter McNamara Paul McNamee        | 2-6, 6-4, 7-6    |
| 1986      | Hans Gildemeister Andrés Gómez                    | Dan Cassidy Mel Purcell            | 4-6, 7-5, 6-0    |
| 1987      | Hans Gildemeister Andrés Gómez                    | Mats Wilander Joakim Nyström       | 7-6, 3-6, 6-1    |
| 1988      | Jorge Lozano Todd Witsken                         | Bruno Orešar Jaime Yzaga           | 6-2, 7-5         |
| 1989      | Andrés Gómez Alberto Mancini                      | Todd Nelson Philipp Williamson     | 7-6, 6-2         |
| 1990-1996 | Evento non appartenente all'ATP Tour              |                                    |                  |
| 1997      | Jacco Eltingh Paul Haarhuis                       | Dave Randall Jack Waite            | 6-3 7–6(3)       |
| 1998      | Jacco Eltingh Paul Haarhuis                       | Chris Haggard Jack Waite           | 6-3 6-2          |
| 1999      | Guillermo Cañas Martín García                     | Marius Barnard T. J. Middleton     | 5-7 7–6(2) 6-3   |